# Baiano (football)
Pour les articles homonymes, voir Baiano (homonymie).
Wanderson Souza Carneiro, plus communément appelé Baiano, est un footballeur brésilien né le 23 février 1987 à Correntina. Il évolue au poste d'arrière droit. Il est actuellement libre.

## Biographie
Bainao joue notamment au Sporting Braga, club avec lequel il remporte une Coupe du Portugal en 2016,.
Il dispute un total de 183 matchs en première division portugaise, et joue également 18 rencontres en Ligue Europa. Il atteint les quarts de finale de la Ligue Europa en 2016, en étant battu par le club ukrainien du Chakhtar Donetsk.

## Palmarès
Avec le Sporting Braga :
- Vainqueur de la Coupe de la Ligue en 2013
- Vainqueur de la Coupe du Portugal en 2016
- Finaliste de la Coupe du Portugal en 2015
- Finaliste de la Suercoupe du Portugal en 2016

Avec le Rayo Vallecano :
- Vainqueur du Championnat d'Espagne D2 en 2018